# Abu al-Chasib
Abu al-Chasib (arab. أبو الخصيب, Abū al-H̱aṣīb) – miasto w południowo-wschodnim Iraku, w muhafazie Basra. W 2009 roku liczyło ok. 168 tys. mieszkańców.